# Клане в Нанкин
Клането в Нанкин (на традиционен китайски: 南京大屠殺, на опростен китайски: 南京大屠杀, на пинин: nánjīng dàtúshā) е епизод на масово убийство и масово изнасилване, извършен от Императорската армия на Япония срещу жителите на град Нанкин, столица на Китай по време на Втората китайско-японска война.
Масовото клане продължава шест седмици, започвайки на 13 декември 1937 г., денят, когато японците превземат града. През този период японските войници избиват китайски цивилни граждани, наброяващи между 40 и 300 хиляди души, и извършват масови изнасилвания и плячкосване.
Тъй като повечето японски военни доклади относно убийствата се пазят в тайна или са унищожени малко след капитулацията на страната през 1945 г., историците трудно могат да оценят с точност жертвите на клането. Токийският процес прави оценка през 1946 г., че над 200 000 китайци са убити. Официалната оценка на Китай включва над 300 000 убити, след провеждането на процес и от китайска страна през 1947 г. Броят на жертвите е обект на спорове сред историците от 1980-те години насам.
Събитието до ден днешен остава остър политически проблем и спънка в китайско-японските отношения. Правителството на Китай е обвинявано в преувеличаване на мащаба на клането от много японци, докато историческите негационисти и японските националисти понякога твърдят, че клането е измислено за пропагандни цели. Противоречията около клането остават основно препятствие в отношенията на Япония и с други азиатски тихоокеански държави, като например Южна Корея.
Въпреки че правителството на Япония е признало за убийствата на множество цивилни граждани, плячкосване и други насилие, извършено от Императорската армия след падането на Нанкин, гласовито малцинство в правителството и в обществото твърди, че жертвите са били военни лица и че това не представлява престъпление. Отричането на клането е основна точка в японския национализъм.